# Liste von Sportstätten für Basketball auf den Marshallinseln
Diese Liste ist eine Aufstellung von Sportstätten für Basketball auf den Marshallinseln, unabhängig davon ob sie regelmäßig durch ein Basketballteam oder einmalig durch Basketballveranstaltungen genutzt werden.

## Sportstätten
| Bild (außen)   | Sportstätte                       | Ort                         | Kapazität | Team(s)/Wettbewerbe | Bild (innen) | Ref.  |
| -------------- | --------------------------------- | --------------------------- | --------- | ------------------- | ------------ | ----- |
| Im Hintergrund | ECC Gymnasium (ECC Sport Stadium) | Delap-Uliga-Darrit (Majuro) | 2.000     |                     |              | [ 1 ] |

Die Tabelle erhebt keinen Anspruch auf Vollständigkeit.